# Paradoxopsyllus digitatus
Paradoxopsyllus digitatus är en loppart som beskrevs av Lewis 1974. Paradoxopsyllus digitatus ingår i släktet Paradoxopsyllus och familjen smågnagarloppor. Inga underarter finns listade i Catalogue of Life.